# Vingadores Secretos
Os Vingadores Secretos (Secret Avengers no original) são um grupo de super-heróis fictícios da Marvel Comics.
Entre seus membros esteve o famoso personagem Capitão América.
Em 2012, foi lançada a revista (HQ mix) mensal da editora Panini "Capitão América & Os Vingadores Secretos", que incluía os títulos "Secret Avengers volume 1" (Vingadores Secretos), "Captain America volume 1" e "Secret Warriors" (Guerreiros Secretos).
Atualmente o título "Secret Avengers Volume 2" (Vingadores Secretos) reside na revista "Capitão e Gavião Arqueiro" (também da Panini).

## Enredo
Durante os eventos do Cerco, Steve Rogers utiliza seu uniforme de Capitão América, pelo que considera ser a última, já que o título de Capitão América havia se tornado responsabilidade de seu antigo parceiro na Segunda Guerra Mundial, Bucky Barnes (ou Soldado Invernal) logo após a Guerra Civil (com a suposta morte de Steve Rogers).
Com a equipe Vingadores publicamente ativa e reestruturada e com seu próprio Capitão América (Bucky), atuando na Torre dos Vingadores, Steve Rogers monta sua própria equipe, para missões mais especificas e sigilosas.
Inicialmente ele recruta os já muito experientes Cavaleiro da Lua, Fera, Viúva Negra, Nova (Richard Rider), Valquíria, Máquina de Combate e o novo Homem Formiga (Eric O'Grady).
Com os eventos da Essência do Medo, durante a chamada Guerra da Serpente, Bucky é morto em combate, o que força Steve a reassumir o manto do Capitão América e reestruturar a equipe.
Após os eventos de Vingadores versus X-men, a editora Marvel Comics resolveu dar uma repaginada em suas publicações, começando as revistas do zero, mas mantendo a sequência cronológica de seu universo (devido à nova demanda de fãs, decorrente da popularidade das adaptações cinematográficas desse universo). Isso acarretou numa nova formação dos Vingadores Secretos, agora sem Steve/Capitão nem outros membros icônicos; desta vez, quem toma o traje de Rogers é Nick Fury Jr. (que foi o modo de inserir a versão afrodescendente do personagem Nick Fury dos atuais filmes), seu sidekick: Agente Philip Coulson (personagem também totalmente novo, criado até então exclusivamente para os filmes e a série de TV Agents of S.H.I.E.L.D.) recrutando personagens deixadas de lado com o fim do Cerco de Asgard como o Treinador (até então vilão e mercenário) e o Patriota de ferro (dessa vez quem usa a armadura é James Rhodes, o antigo Máquina de combate; uma também referência ao filme Homem de Ferro 3, já que a produtora possuía os direitos autorais do Patriota de Ferro e não de Norman Osborn).

### Reinado Sombrio e O Cerco
Norman Osborn (o Duende Verde) é agora o Patriota de Ferro (utilizando da famosa armadura do homem de ferro com as cores da bandeira da América do Norte) e o homem mais poderoso dos EUA.
Com Norman Osborn no poder, Tony Stark se transforma em um foragido, pois a opinião pública o culpa tanto pela morte do Capitão América quanto pela invasão dos Skrulls. Com a atuação de Osborn como Diretor do Martelo, a continuação da vigência da Lei de Registro e a criação de um grupo de Vingadores “oficiais” liderados pelo próprio Osborn (que assume a identidade de Patriota de Ferro, utilizando a tecnologia de Stark), os Novos Vingadores se tornam ainda mais fora de lei e perseguidos do que antes. (Os Dark Avengers de Osborn ganharam uma revista própria pelo sucesso de vendas)
Os "Vingadores Sombrios" (Dark Avengers) de Osborn eram formados por: 
Marvel Boy(Chamado de Capitão Marvel), Sentinela, a falsa Miss Marvel (Rocha Lunar), Patriota de Ferro, Ares, o falso Wolverine (Daken, filho do Wolverine), o falso Gavião Arqueiro (Mercenário) e o falso Homem-Aranha (Venom).
Assumindo uma tática de guerrilha, os Novos Vingadores só conseguem enfraquecer Osborn lentamente até o criminoso se desesperar e tentar invadir o reino mítico de Asgard (lar dos deuses nórdicos e de Thor) para aumentar o seu poder.
Aproveitando-se do retorno do Capitão América original (resgatado do limbo do tempo onde se encontrava) e de Thor (que instalou a nova localização de Asgard na Terra), o Homem de Ferro volta a se unir aos velhos companheiros e os “três grandes” (Homem-de-Ferro, Thor, e Capitão América) juntam uma super-equipe para derrotar o Osborn antes que seja tarde demais.

## Membros
A formação original incluía Steve Rogers, Valquíria, Fera, Cavaleiro da Lua, Máquina de Combate, Viúva Negra, Nova, Homem-Formiga (Eric O´Grady) e Agente Venom, Rainha Escalate e o Gavião Arqueiro.
Atualmente, a equipe é chefiada por Nick Fury Jr., auxiliado pelo Agente Coulson e inclui Treinador e Patriota de Ferro (James Rhodes).